# Cotoneaster delphinensis
Cotonéaster du Dauphiné, Cotonnier du Dauphiné
Espèce
Classification phylogénétique
Statut de conservation UICN

VU : Vulnérable
Synonymes
- Cotoneaster tomentosus subsp. delphinensis (Chatenier) Rouy[1]
- Cotoneaster tomentosus var. delphinensis (Chatenier) P.Fourn., 1936[2]
- Pyrus delphinensis (Chatenier) M.F.Fay & Christenh., 2018[1]

Cotoneaster delphinensis, en français Cotonéaster du Dauphiné ou Cotonnier du Dauphiné, est une espèce de plantes à fleurs de la famille des Rosacées et du genre Cotoneaster. C'est un arbrisseau ou un arbuste endémique du Sud-Est de la France.

## Description

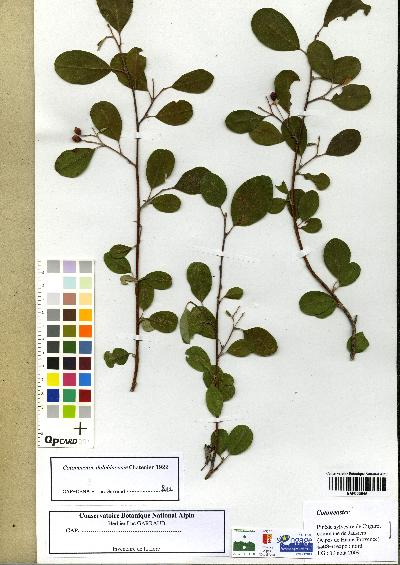
Spécimen d'herbier de Cotoneaster delphinensis.

### Appareil végétatif
C'est un arbuste dressé, haut de 1 à 3 m, à feuilles ovales, arrondies et cunéiformes à la base, et dont la face inférieure est blanc-verdâtre.

### Appareil reproducteur
Il possède une inflorescence qui comprend jusqu'à vingt fleurs, aux pétales blancs et dressés, et à floraison simultanée en juin. La corolle a un diamètre de 6 à 7 mm. Rouges et sphériques, les fruits contiennent deux graines libres. La floraison a lieu en juin,.

### Confusions possibles
Ce cotonéaster se reconnaît à ses fleurs blanches à pétales dressés, groupées en corymbes. Les inflorescences possèdent de longs pédicelles, ce qui peut permettre la différenciation d’avec Cotoneaster nebrodensis, dont les fleurs possèdent des pétales étalés et des pédicelles plus courts.

## Habitat et écologie
Le Cotonéaster du Dauphiné pousse parmi les broussailles bien ensoleillées.

## Répartition
Le Cotonéaster du Dauphiné est endémique du Dauphiné, soit le Sud-Est de la France (Alpes provençales),.